# Šilih
Šilih je priimek več znanih Slovencev:
- Gustav Šilih (1893—1961), pedagog, šolnik, mladinski pisatelj in urednik
- Niko Šilih (1919—1984), oznovec, obveščevalec in diplomat
- Niko Šilih (1941—1997), letalski modelar, filantrop (sin Gustava)

## Glej še
- Šelih
- Šilec
- Šilc